# Куах
Куах (малай. Kuah) — місто у малайському штаті Кедах, адміністративний центр округу Лангкаві.

## Географія
Куах розташовується у Західній Малайзії поблизу західного берега Малайського півострова на острові Пулау-Лангкаві.

### Клімат
Місто розташоване у зоні, котра характеризується мусонним кліматом. Найтепліший місяць — березень із середньою температурою 28.8 °C (83.9 °F). Найхолодніший місяць — вересень, із середньою температурою 27.5 °С (81.5 °F).
| Клімат Куаха            | Клімат Куаха | Клімат Куаха | Клімат Куаха | Клімат Куаха | Клімат Куаха | Клімат Куаха | Клімат Куаха | Клімат Куаха | Клімат Куаха | Клімат Куаха | Клімат Куаха | Клімат Куаха | Клімат Куаха |
| Показник                | Січ.         | Лют.         | Бер.         | Квіт.        | Трав.        | Черв.        | Лип.         | Серп.        | Вер.         | Жовт.        | Лист.        | Груд.        | Рік          |
| Середній максимум, °C   | 33           | 33,2         | 33           | 32,3         | 31,7         | 31,5         | 31,1         | 30,8         | 30,6         | 30,7         | 31,3         | 31,5         | 31,7         |
| Середня температура, °C | 28,6         | 28,8         | 28,9         | 28,6         | 28,4         | 28,2         | 27,9         | 27,7         | 27,5         | 27,5         | 27,9         | 27,9         | 28,2         |
| Середній мінімум, °C    | 24,3         | 24,3         | 24,7         | 25           | 25,2         | 24,9         | 24,6         | 24,6         | 24,4         | 24,3         | 24,5         | 24,3         | 24,6         |
| Норма опадів, мм        | 19.2         | 34.4         | 99.1         | 191.1        | 210.5        | 250.4        | 267          | 326.3        | 335.3        | 362.9        | 192.6        | 56.2         | 2345         |
| Днів з дощем            | 2            | 3            | 7            | 12           | 15           | 14           | 15           | 17           | 18           | 19           | 13           | 5            | 140          |
| ----------------------- | ------------ | ------------ | ------------ | ------------ | ------------ | ------------ | ------------ | ------------ | ------------ | ------------ | ------------ | ------------ | ------------ |
| Джерело: Weatherbase    |              |              |              |              |              |              |              |              |              |              |              |              |              |